# Aeroportul Tenzing–Hillary
Aeroportul Tenzing–Hillary (IATA: LUA, ICAO: VNLK), cunoscut și sub numele de Aeroportul Lukla, este un aeroport mic în orașul Lukla, în Khumbu, Districtul Solukhumbu, Provincia Nr. 1, estul Nepalului. Emisiunea intitulată Cele Mai Extreme Aeroporturi, difuzată de History Channel în 2010, a evaluat acest aeroport ca fiind cel mai periculos din lume timp de peste 20 de ani.
Aeroportul este popular pentru că Lukla este locul de unde cei mai mulți oameni încep a urca spre Tabăra de Bază a Muntelui Everest. Există zboruri zilnice între Lukla și Kathmandu pe timp de zi și vreme bună. Deși distanța de zbor este scurtă, plouă frecvent în Lukla, în timp ce soarele strălucește puternic în Kathmandu. Vânturile puternice, norii deși și schimbarea frecventă a vizibilității duc la amânarea zborurilor și chiar închiderea aeroportului. Aeroportul este înconjurat de un gard de sârmă împletită și patrulat continuu de poliția armată și civilă nepaleză.

## Istoric
Aeroportul a fost construit în 1964 sub supravegherea lui Edmund Hillary, care a vrut inițial să construiască aeroportul pe terenurile agricole plate. Însă fermierii locali nu au fost de acord să renunțe la pământurile lor, așa că aeroportul a fost construit pe poziția sa actuală. Hillary a cumpărat terenul de la șerpași pentru US$2.650 și i-a implicat în construirea aeroportului. Se spune că Hillary nu era mulțumit de rezistența solului de pe pistă, așa că a cumpărat băuturi alcoolice pentru șerpași și le-a cerut să danseze pentru a tasa terenul care servea drept pistă. Pista nu a fost asfaltată decât abia în 2001.
În ianuarie 2008, aeroportul a fost redenumit în onoarea șerpașului Tenzing Norgay și a lui Sir Edmund Hillary, primele persoane confirmate că au ajuns pe vârful Muntelui Everest, și pentru a marca eforturile lor în construcția acestui aeroport.

## Companii aeriene și destinații

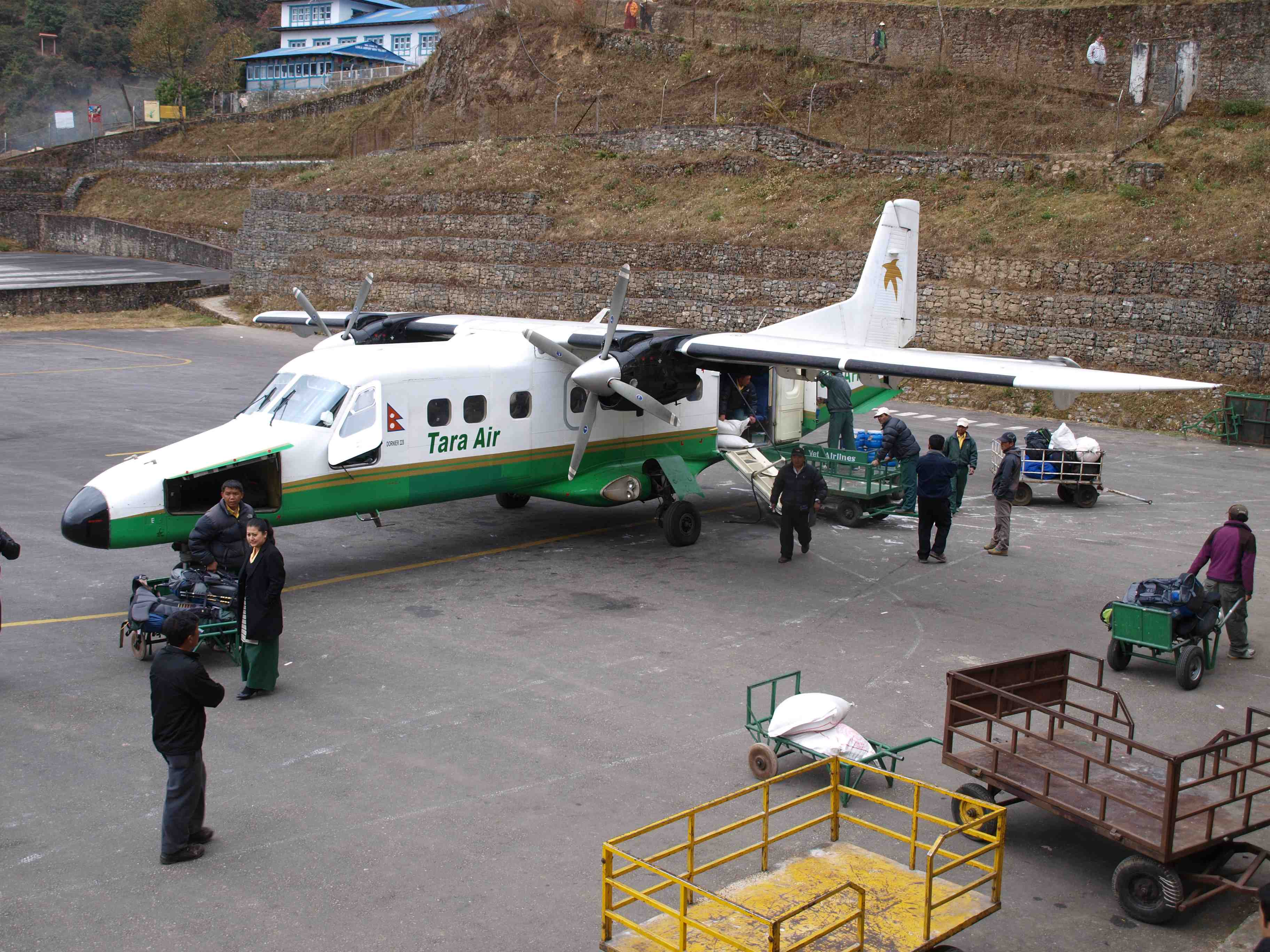
Tara Air Do 228 la Aeroportul Tenzing–Hillary

| Companie aeriene | Destinații |
| ---------------- | ---------- |
| Nepal Airlines   | Kathmandu  |
| Sita Air         | Kathmandu  |
| Summit Air       | Kathmandu  |
| Tara Air         | Kathmandu  |

## Statistici

### Numărul de pasageri
|      | Pasageri  |
| ---- | --------- |
| 2003 | 70.959    |
| 2004 | ▲ 71.422  |
| 2005 | ▼ 53.943  |
| 2006 | ▲ 61.992  |
| 2007 | ▲ 80.733  |
| 2008 | ▲ 92.172  |
| 2009 | ▼ 88.881  |
| 2010 | ▲ 92.011  |
| 2011 | ▲ 93.292  |
| 2012 | ▲ 97.394  |
| 2013 | ▼ 85.179  |
| 2014 | ▲ 87.490  |
| 2015 | ▼ 81.174  |
| 2016 | ▲ 119.801 |